# Olophontosia erythra
Olophontosia erythra är en fjärilsart som beskrevs av Bethune-Baker 1916. Olophontosia erythra ingår i släktet Olophontosia och familjen tandspinnare. Inga underarter finns listade i Catalogue of Life.